# Jānis Strenga
Jānis Strenga (Sigulda, URSS, 5 de febrero de 1986) es un deportista letón que compite en bobsleigh en las modalidades doble y cuádruple. 
Participó en dos Juegos Olímpicos de Invierno, obteniendo dos medallas, oro en Sochi 2014, en la prueba cuádruple (junto con Oskars Melbārdis, Arvis Vilkaste y Daumants Dreiškens), y bronce en Pyeongchang 2018, en la prueba doble (con Oskars Melbārdis).
Ganó tres medallas en el Campeonato Mundial de Bobsleigh entre los años 2015 y 2019, y cuatro medallas en el Campeonato Europeo de Bobsleigh entre los años 2015 y 2019.

## Palmarés internacional
| Juegos Olímpicos   | Juegos Olímpicos            | Juegos Olímpicos  | Juegos Olímpicos |
| Año                | Lugar                       | Medalla           | Prueba           |
| ------------------ | --------------------------- | ----------------- | ---------------- |
| 2014               | Sochi (Rusia)               | Medalla de oro    | Cuádruple        |
| 2018               | Pyeongchang (Corea del Sur) | Medalla de bronce | Doble            |
| Campeonato Mundial |                             |                   |                  |
| Año                | Lugar                       | Medalla           | Prueba           |
| 2015               | Winterberg (Alemania)       | Medalla de bronce | Cuádruple        |
| 2016               | Igls (Austria)              | Medalla de oro    | Cuádruple        |
| 2019               | Whistler (Canadá)           | Medalla de plata  | Cuádruple        |
| Campeonato Europeo |                             |                   |                  |
| Año                | Lugar                       | Medalla           | Prueba           |
| 2015               | La Plagne (Francia)         | Medalla de oro    | Cuádruple        |
| 2016               | Sankt Moritz (Suiza)        | Medalla de bronce | Cuádruple        |
| 2018               | Igls (Austria)              | Medalla de bronce | Cuádruple        |
| 2019               | Königssee (Alemania)        | Medalla de plata  | Cuádruple        |